# Бичок жабоголовий
Бичо́к жабоголо́вий, бичок-жаба, або бичок-кнут (Mesogobius batrachocephalus) — вид риби родини Gobiidae в басейні Чорного моря.

## Ареал

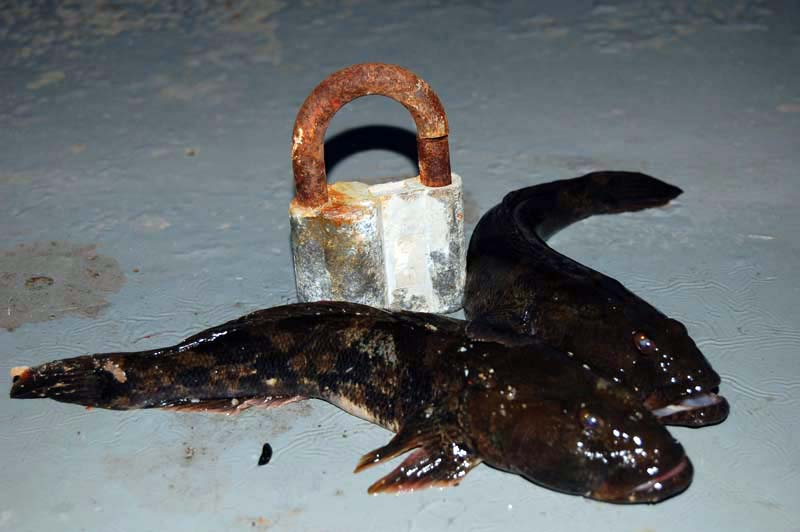
Бичок жабоголовий з Одеської затоки

Природний ареал становить прибережні морські води Болгарії, Грузії, Румунії і України. Мешкає в Босфорі (відзначений в бухті Балта-лиман), оз. Варненському, Керченській протоці, лиманах: Березанський, Григорівський, Тилігульський, Дністровський, Дніпровсько-Бузький, Молочний, Сиваш. В пониззі Південного Бугу, в Дніпрі до Запоріжжя.
В останні роки бичок жабоголовий розширив свій ареал в Дніпрі, став звичайним видом в районі Києва, Київському водосховищі.

## Спосіб життя
Бичок жабоголовий мешкає в прибережних водах, лиманах, солонуватих і прісних лагунах Чорного і Азовського морів. Довжина сягає 35—40 см при вазі до 600 г. Живе до восьми років. Починає нереститися на третьому році життя, в лютому-березні, один раз на рік. Відкладає ікру між камінням.
Віддає перевагу піщаним і кам'янистим ґрунтам, де живиться креветками й іншими ракоподібними, мідіями, іншими молюсками, а також дрібними бичками і іншими дрібно-розмірними рибами.

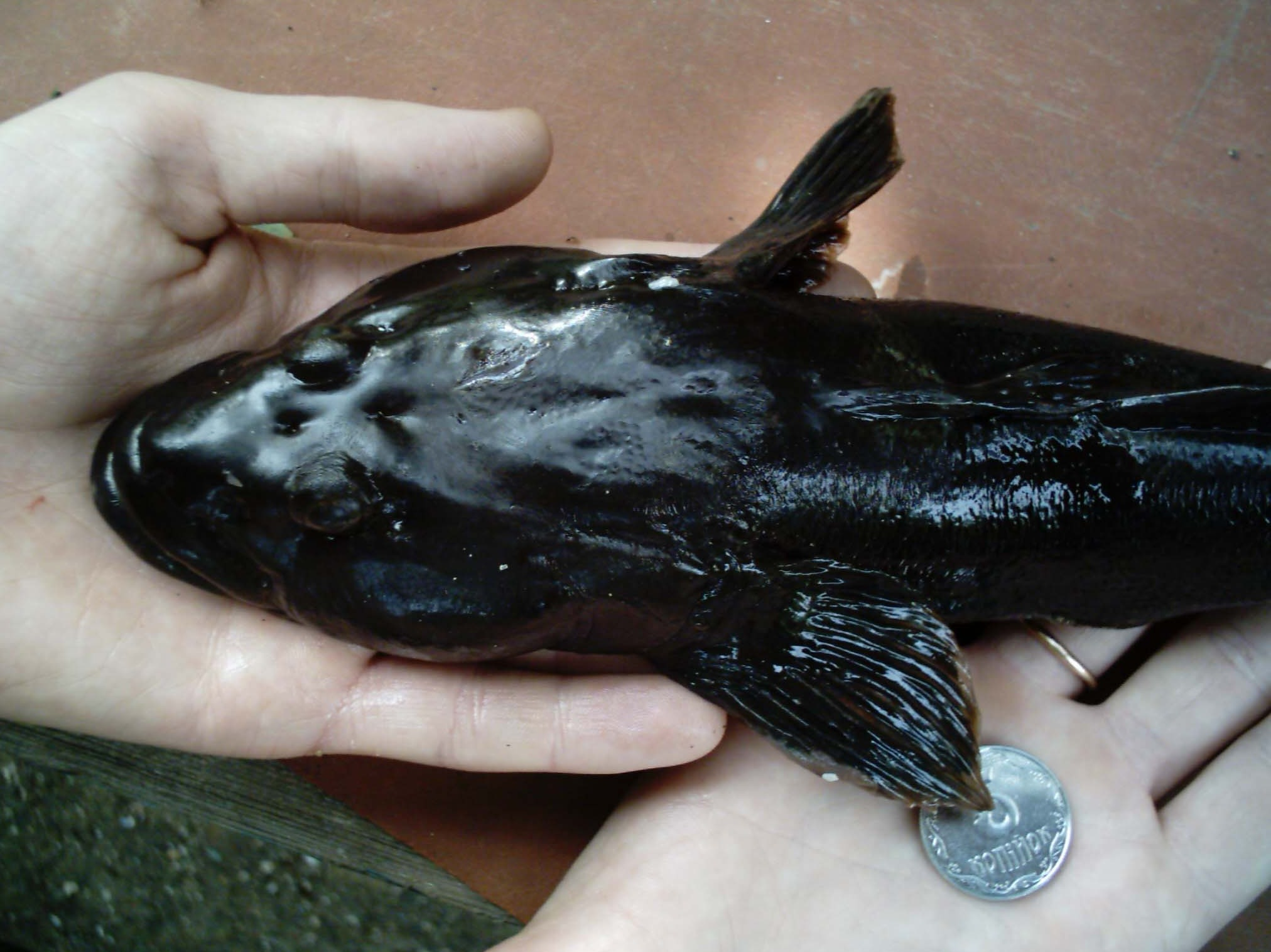
Голова бичка жабоголового з Одеської затоки

## Охорона
На більшій частині ареалу стан природних популяцій виду залишається більш-менш стабільним. Саме тому він, згідно з Червоним списком МСОП, отримав охоронний статус «відносно благополучний вид». Але в окремих регіонах спостерігається тенденція до зниження чисельності популяції виду. Тому бичок жабоголовий занесений до Червоної книги Чорного моря (охоронна категорія: вид з низьким ризиком зникнення в українському секторі Чорного моря).